# 托马斯·艾迪生
托马斯·艾迪生（Thomas Addison，1793年4月—1860年6月29日）是一位英国医生和科学家，毕业于爱丁堡大学医学院。他被认为是伦敦蓋伊醫院的“伟人”之一。他发现了愛迪生氏病（一种肾上腺的退行性疾病）和艾迪生氏贫血症（恶性贫血），一种后来被发现是由于未能吸收维生素B12而引起的血液病。

## 教育与教学
1812年艾迪生拒绝了父亲让他成为医生约翰·汤姆森学生的要求，进入爱丁堡大学医学院就读。1815年他获得医学博士学位，也成为皇家医学会成员，他的论文是关于梅毒的水银治疗的。
1815到1817年，艾迪生的经历出现了空白，研究者认为这段时间他可能去欧洲大陆游历。1817年他进入盖伊医院作为学徒， 1819年，他买了一间房屋，作为私人诊所。1824年被任命为助理内科医师，后升任医师。1837年起他和他同时代的理查德·布赖特共同担任讲师，1840年布赖特退休后，艾迪生独自担任讲师到1855年。

## 研究
艾迪生早期对皮肤病感兴趣，逐渐建立了这方面的名声
1849年，艾迪生在研究恶性贫血，现在被称作艾迪生-毕尔默病。这是由于缺乏胃壁细胞，导致可以吸收维生素B12的内在因子引起的。
他还注意到了某些病人的肾上腺出现青铜色。艾迪生在1855年的论述肾上腺包膜的文章中论述了这一病症。这一病症现在称作艾迪生病。艾迪生当时并不清楚这是肾上腺的加速退化，导致了肾上腺皮质激素的缺乏。从艾迪生的研究之后，研究者开始重视肾上腺的作用由艾迪生病引起的肾上腺皮质危象也被称作艾迪生危象。

## 个人情况
1847年艾迪生和一名寡妇结婚。晚年他陷入重性抑郁障碍的折磨中，1860年他在一个学生的信里写到：我身体状况遇到的巨大衰退让我远离了思考、责任和对事业的激情。3个月后的1860年6月29日，艾迪生自杀。葬于坎伯兰的Lanercost Priory。